# Espiner dorsi-rogenc
L'espiner dorsi-rogenc (Phacellodomus dorsalis) és una espècie d'ocell de la família dels furnàrids (Furnariidae) de les regions àrides dels Andes del nord-oest de Perú.